# مرغ باران جامائیکا

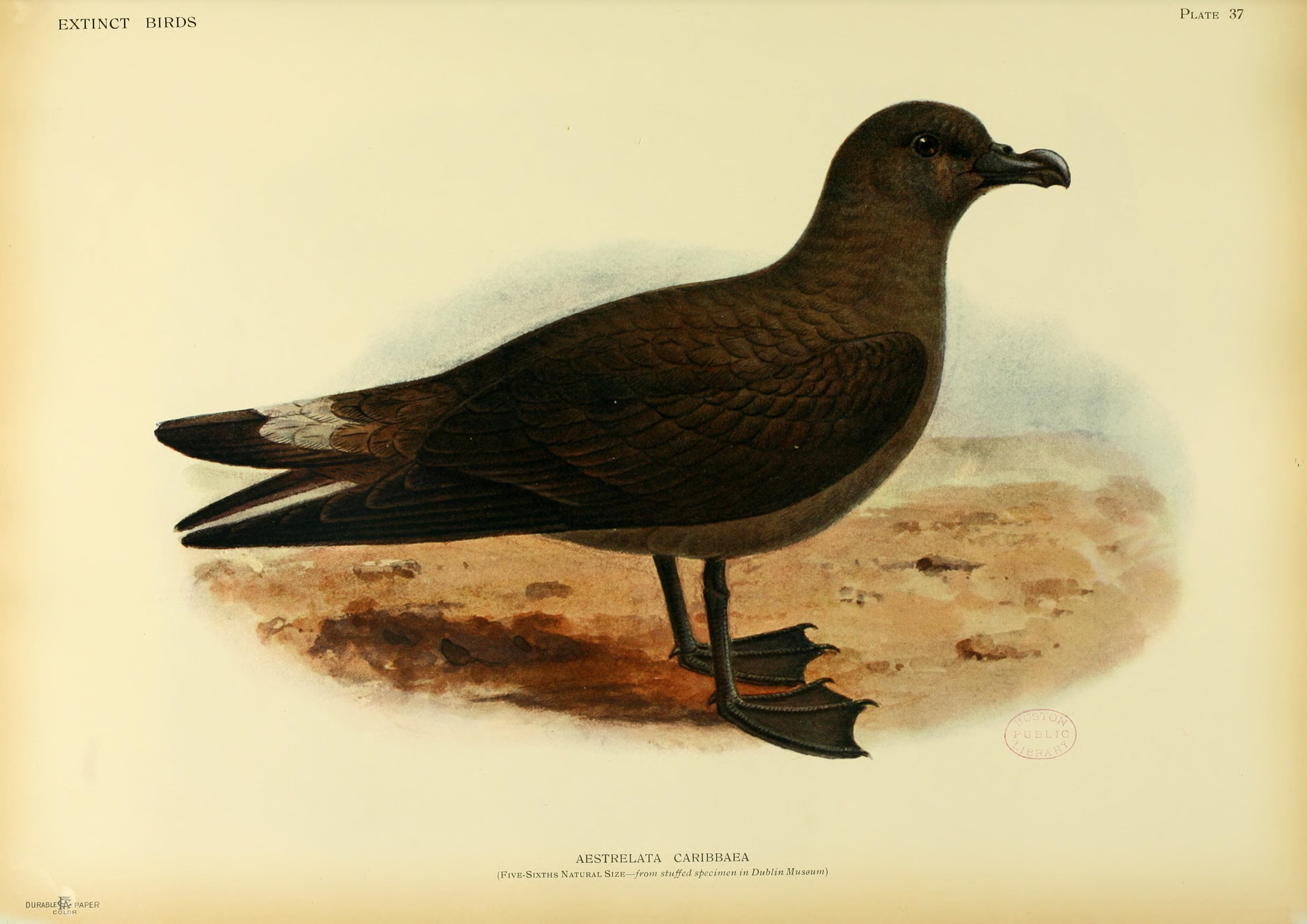
مرغ باران جامائیکائی

مرغ باران جامائیکا (نام علمی: Pterodroma caribbaea) نام یک گونه از سرده مرغ باران خرمگسی است.